# Answers to Nothing
Answers to Nothing es una película de suspenso estadounidense de 2011 dirigida por Matthew Leutwyler y protagonizada por Elizabeth Mitchell, Dane Cook, Julie Benz, Barbara Hershey, Kali Hawk y Zach Gilford. Answers to Nothing recibió críticas negativas de parte de la prensa especializada. En la página Rotten Tomatoes cuenta con un escaso 9% de rating aprobatorio basado en 22 reseñas, con una puntuación promedio de 3.1 de 10.

## Sinopsis
En el contexto del caso de un secuestro infantil, la película sigue cinco días en la vida de una variedad de personas que viven en Los Ángeles, especialmente la de Kate, una abogada que se encuentra envuelta en una disputa de custodia.

## Reparto
- Elizabeth Mitchell es Kate.[2]
- Dane Cook es Ryan.
- Julie Benz es Frankie.
- Miranda Bailey es Drew.
- Mark Kelly es Carter.
- Erik Palladino es Jerry.
- Greg Germann es Beckworth.
- Barbara Hershey es Marilyn.
- Kali Hawk es Allegra.
- Zach Gilford es Evan.
- Joel Michaely es Alfonso.
- Aja Volkman es Tara.
- Karley Scott Collins es Tina.